# Adolfo Sánchez Vázquez
Adolfo Sánchez Vázquez (Algeciras, 17 de setembro de 1915 — Cidade do México, 8 de julho de 2011) foi um filósofo, professor e escritor espanhol. Viveu exilado no México.
Nasceu em Algeciras, Província de Cádiz. Estudou filosofia na Universidade de Madrid. Foi para o México, em 1939, juntamente com outros companheiros intelectuais da época em busca de exílio, pois a Espanha enfrentava uma guerra civil, durante a Segunda República.
Na Universidade Nacional Autônoma do México, obteve doutorado em Filosofia, conceituando-se em professor emérito da instituição. Foi também presidente da Associação Filosófica do México e membro do Conselho de Ciências do Governo (Consejo Consultivo de Ciencias de la Presidencia de la República).